# Lysandra postpunctifera
Lysandra postpunctifera är en fjärilsart som beskrevs av Ruggero Verity 1937. Lysandra postpunctifera ingår i släktet Lysandra och familjen juvelvingar. Inga underarter finns listade i Catalogue of Life.